# نادية ميهيا
نادية غريس إيكمان ميهيا  (نطق بالإسانية ناديا ميهيا; ولدت في 22 نوفمبر 1995) عارضة أمريكية وحاملة لقب مسابقة ملكة جمال سابقة بعد تتويجها بمسابقة ملكة جمال كاليفورنيا الولايات المتحدة الأمريكية 2016 , وحلت ضمن أفضل 5 متنافسات في مسابقة ملكة جمال الولايات المتحدة الأمريكية 2016.
نادية ميهيا هي ابنة الموسيقار الاكوادوري خيراردو ميهيا، اشتهر بأغنية التسعينات «ريكو سويف»، وكاثي ايخمان، ملكة جمال فرجينيا الغربية الولايات المتحدة الأمريكية 1989،

## روابط خارجية
- نادية ميهيا على إنستغرام